# اووینگتون، کانتی دورام
اووینگتون (به انگلیسی: Ovington) یک روستا و محله مدنی در بریتانیا است که در County Durham واقع شده‌است. اووینگتون ۲۱۷ نفر جمعیت دارد.